# NGC 4735
NGC 4735 é uma galáxia espiral barrada (SBbc) localizada na direcção da constelação de Coma Berenices. Possui uma declinação de +28° 55' 41" e uma ascensão recta de 12 horas, 51 minutos e 01,9 segundos.
A galáxia NGC 4735 foi descoberta em 9 de Maio de 1885 por Guillaume Bigourdan.